# Фінляндія на зимових Олімпійських іграх 1924
Фінляндія  брала участь у Зимових Олімпійських іграх 1924 року в Шамоні. У змаганнях брали участь сімнадцять спортсменів (16 чоловіків та одна жінка) у шести видах спорту. Фінські спортсмени отримали чотири золотих, чотири срібних та три бронзових медалей. Фінляндія посіла друге місце у заліку країн.

## Медалісти
| Медаль | Спортсмен                                                          | Вид спорту                   | Змагання                         |
| ------ | ------------------------------------------------------------------ | ---------------------------- | -------------------------------- |
| Золото | Клас Тунберг                                                       | Ковзанярський спорт          | Чоловіки, 1500 м                 |
| Золото | Клас Тунберг                                                       | Ковзанярський спорт          | Чоловіки, 5000 м                 |
| Золото | Юліус Скутнабб                                                     | Ковзанярський спорт          | Чоловіки, 10000 м                |
| Золото | Клас Тунберг                                                       | Ковзанярський спорт          | Чоловіки, Класичне багатоборство |
| Срібло | Людовіка Якобссон-Ейлерс Вальтер Якобссон                          | Фігурне катання              | Парне катання                    |
| Срібло | Вяйньйо Бремер Гейккі Гірвонен Аугуст Ескелінен Мартті Лаппалайнен | Змагання військових патрулів | Чоловіки                         |
| Срібло | Юліус Скутнабб                                                     | Ковзанярський спорт          | Чоловіки, 5000 м                 |
| Срібло | Клас Тунберг                                                       | Ковзанярський спорт          | Чоловіки, 10000 м                |
| Бронза | Тапані Ніку                                                        | Лижні перегони               | Чоловіки, 18 км                  |
| Бронза | Клас Тунберг                                                       | Ковзанярський спорт          | Чоловіки, 500 м                  |
| Бронза | Юліус Скутнабб                                                     | Ковзанярський спорт          | Чоловіки, Класичне багатоборство |

## Змагання військових патрулів
Чоловіки
| Спортсмени                                                         | Час     | Стрільба | Фінальний час(-30с./попадання) | Місце |
| ------------------------------------------------------------------ | ------- | -------- | ------------------------------ | ----- |
| Вяйньйо Бремер Гейккі Гірвонен Аугуст Ескелінен Мартті Лаппалайнен | 4'05:40 | 11       | 4'00:10                        | 2     |

## Ковзанярський спорт
Чоловіки
| Змагання | Спортсмен       | Підсумок | Підсумок |
| Змагання | Спортсмен       | Час      | Місце    |
| -------- | --------------- | -------- | -------- |
| 500 м    | Клас Тунберг    | 44.8     | 3        |
| 500 м    | Ассер Валленіус | 45.0     | 5        |
| 500 м    | Юліус Скутнабб  | 46.4     | 10       |
| 1500 м   | Клас Тунберг    | 2:20.8   | 1        |
| 1500 м   | Юліус Скутнабб  | 2:26.6   | 4        |
| 1500 м   | Ассер Валленіус | DNF      | DNF      |
| 5000 м   | Клас Тунберг    | 8:39.0   | 1        |
| 5000 м   | Юліус Скутнабб  | 8:48.4   | 2        |
| 5000 м   | Ассер Валленіус | 9:12.8   | 10       |
| 10,000 м | Юліус Скутнабб  | 18:04.8  | 1        |
| 10,000 м | Клас Тунберг    | 18:07.8  | 2        |
| 10,000 м | Ассер Валленіус | 19:03.8  | 10       |

Класичне багатоборство  

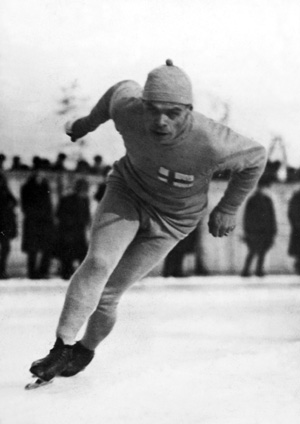
Клас Тунберг

Дистанції: 500м; 1000м; 5000м та 10,000м.
| Спортсмен       | До дистанції 1 | До дистанції 1 | До дистанції 1 | До дистанції 2 | До дистанції 2 | До дистанції 2 | До дистанції 3 | До дистанції 3 | До дистанції 3 | Підсумок | Підсумок | Підсумок |
| Спортсмен       | Бали           | Очки           | Місце          | Бали           | Очки           | Місце          | Бали           | Очки           | Місце          | Бали     | Очки     | Місце    |
| --------------- | -------------- | -------------- | -------------- | -------------- | -------------- | -------------- | -------------- | -------------- | -------------- | -------- | -------- | -------- |
| Клас Тунберг    | 1              | 44.80          | 1              | 2.5            | 96.70          | 1              | 3.5            | 143.63         | 1              | 5.5      | 198.02   | 1        |
| Юліус Скутнабб  | 6              | 46.40          | 6              | 7              | 99.24          | 3              | 11             | 148.11         | 3              | 11       | 202.35   | 3        |
| Ассер Валленіус | 15             | 54.80          | 15             | 25             | 118.78         | 13             | 35             | 177.11         | 12             | DNF      | DNF      | DNF      |

## Лижне двоборств

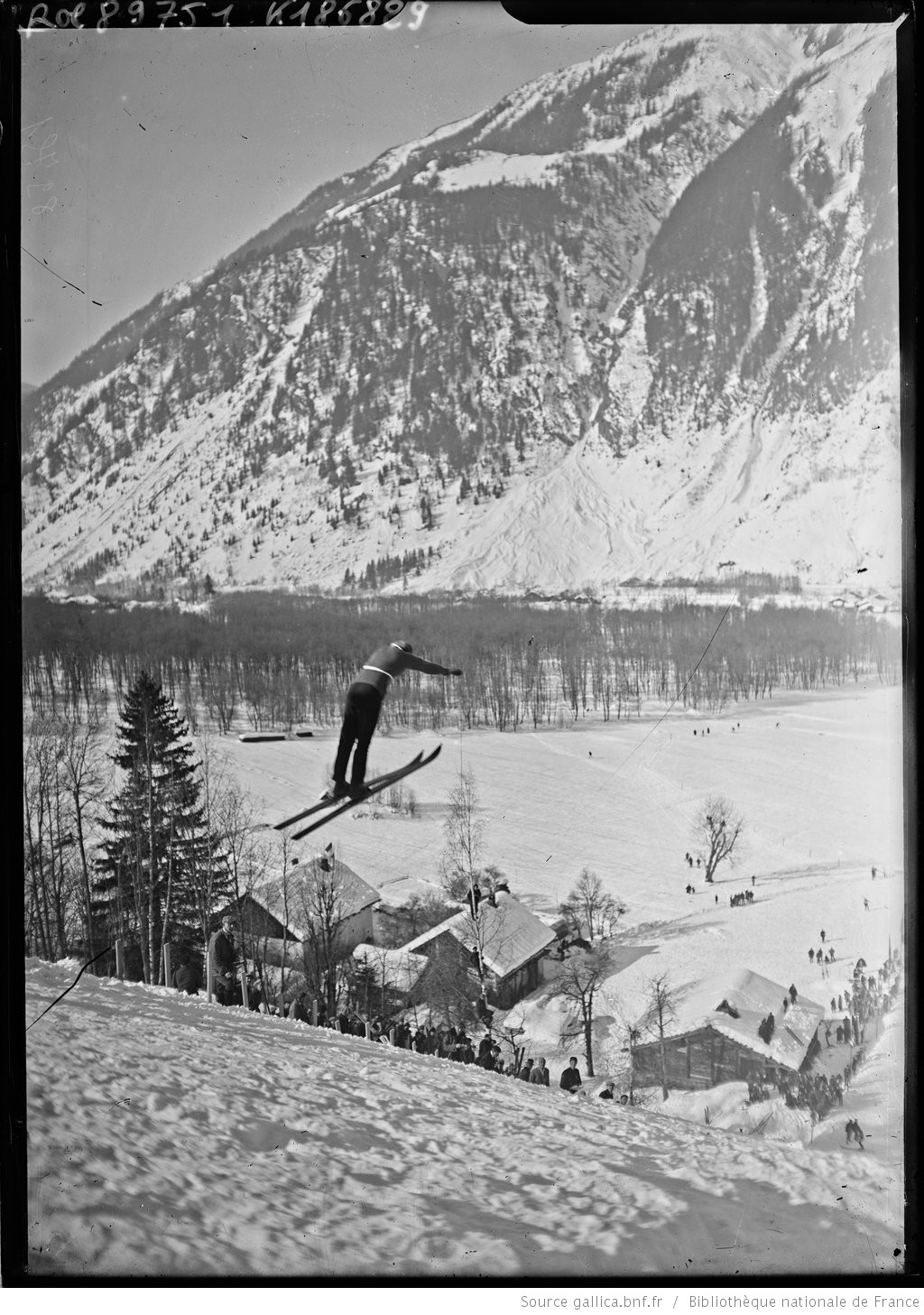
Вернер Еклеф

Чоловіки
| Спортсмен        | Стрибки з трампліна | Стрибки з трампліна | Стрибки з трампліна | Стрибки з трампліна | Лижні перегони | Лижні перегони | Лижні перегони | Всього | Всього |
| Спортсмен        | Стрибок 1           | Стрибок 2           | Всього балів        | Місце               | Час            | Бали           | Місце          | Бали   | Місце  |
| ---------------- | ------------------- | ------------------- | ------------------- | ------------------- | -------------- | -------------- | -------------- | ------ | ------ |
| Вернер Еклеф     | 37.0                | 37.0                | 14.916              | 11                  | 1'34.11        | 10.250         | 11             | 12.583 | 9      |
| Суло Яаскеляйнен | 41.5                | 41.0                | 16.604              | 6                   | 1'42.30        | 6.125          | 19             | 11.365 | 16     |

## Лижні перегони
Чоловіки
| Змагання | Спортсмен        | Підсумки  | Підсумки |
| Змагання | Спортсмен        | Час       | Місце    |
| -------- | ---------------- | --------- | -------- |
| 18 км    | Тапані Ніку      | 1'16:26.0 | 3        |
| 18 км    | Матті Райвіо     | 1'19:10.4 | 7        |
| 18 км    | Матті Рітола     | 1'25:13.0 | 11       |
| 18 км    | Антон Коллін     | 1'33:54.6 | 16       |
| 50 км    | Матті Райвіо     | 4'06:50   | 7        |
| 50 км    | Антон Коллін     | DNF       | DNF      |
| 50 км    | Ерккі Кямяряйнен | DNF       | DNF      |
| 50 км    | Тапані Ніку      | DNF       | DNF      |

## Стрибки з трампліна
Чоловіки
| Спортсмен        | Стрибок 1 | Стрибок 1 | Стрибок 1 | Стрибок 2 | Стрибок 2 | Стрибок 2 | Підсумок | Підсумок |
| Спортсмен        | Відстань  | Бали      | Місце     | Відстань  | Бали      | Місце     | Бали     | Місце    |
| ---------------- | --------- | --------- | --------- | --------- | --------- | --------- | -------- | -------- |
| Суло Яаскеляйнен | 42.5      | 16.543    | 10        | 42.5      | 16.293    | 13        | 16.418   | 11       |
| Тууре Неймінен   | 42.5      | 16.192    | 14        | 41.0      | 16.333    | 12        | 16.263   | 13       |

## Фігурне катання
Парне катання
| Спортсмени                                | Сума позицій | Усього балів | Місце |
| ----------------------------------------- | ------------ | ------------ | ----- |
| Людовіка Якобссон-Ейлерс Вальтер Якобссон | 18.5         | 10.25        | 2     |